# Josef Myslivec (politik)
Josef Myslivec (9. října 1871 Lounky – 1. července 1941 Praha) byl rakouský a český klerikální politik, na počátku 20. století poslanec Říšské rady, otec právníka a historika umění Josefa Myslivce.

## Biografie
Josef Myslivec se z rozhodnutí otce vyučil obuvníkem, později ale profesně působil jako advokát v Praze. Jeho bratrem byl katolický politik Václav Myslivec.
Na počátku 20. století se zapojil do celostátní politiky. Zpočátku patřil do Strany katolického lidu. Později je uváděn jako člen Křesťansko-sociální strany. Okolo roku 1908 se uvádí jako spolupracovník katolického tiskového družstva Nový věk.

Ve volbách do Říšské rady roku 1907 se stal poslancem Říšské rady (celostátní zákonodárný sbor) za obvod Čechy 61. Usedl do poslanecké frakce Český katolicko-národní klub (širší aliance českých klerikálních subjektů). Byl jedním ze sedmi českých klerikálů zvolených v Čechách. Profiloval se jako katolický politik, s antisemitskými názory. V roce 1911 se na Říšské radě zapojil do hádky okolo novely zákona o podomním obchodě. Předloze oponoval sionistický poslanec Arthur Mahler. Bratři Myslivcové na něj pokřikovali: „Drzý žide. Styďte se, sprosťáku!“ Osobou Josefa Myslivce se ve svých satirických dílech zabýval i spisovatel Jaroslav Hašek. V díle Dějiny strany mírného pokroku v mezích zákona o něm napsal: 
„Na něm nejlépe vidíme, že co Bůh řídí, dobře řídí. Z obuvníka stal se Josef Myslivec doktorem práv a říšským poslancem katolického lidu v Čechách. Ostatně vidíme z dějin církve, že největší svatí byli také řemeslníky... Není pochyby, že to bude první světec, který byl poslancem. Jeho činnost jest obsáhlá, články jeho dýší vroucí láskou k Bohu. A přitom nosí vysoké boty, je-li ve svém volebním okresu. O tom říká, že velcí mužové mají zvláštní libůstky. Napoleon miloval červené kapesníky a dr. Josef Myslivec vysoké boty.“

Z politiky se stáhl kvůli těžkému onemocnění zraku a oslepnutí. Roku 1941 o něm list Árijský boj napsal: 
„Monsignore Šrámek, věrný přisluhovač Benešův, nemohl potřebovat protižidovské politiky bratří Myslivců, proto je zatlačil v býv. lidové straně úplně do pozadí. Václav Myslivec zemřel. Jeho bratr dr. Jos. Myslivec dnes úplně živoří. Na dobré staré pracovníky protižidovské se zapomínalo.“